# ОШ „Вук Караџић” Нови Град
ОШ „Вук Караџић” једна је од основних школа у Новом Граду. Налази се у улици Иве Андрића бб. Име је добила по Вуку Стефановићу Караџићу, првом српском лингвисти у 19. веку, реформатору српског језика, сакупљачу народних умотворина и писцу првог речника српског језика, најзначајнијој личности српске књижевности прве половине 19. века.

## Историјат

### Народна и Прва основна школа
Школска зграда у Новом Граду, у којој се изводила настава од 1889—1949. године, је била задужбина Пере Дрљаче. Након ослобођења 1945. године уложени су напори у процес описмењавања и школовања генерација младих који су због Другог светског рата били спречени да се школују. Први задатак је био оспособљавање кадрова, а затим формирање мрежа основних школа. У самом граду је до 1962. године радила Народна основна школа у просторијама данашњег Радничког Универзитета. Због значајног повећања броја ученика школа прераста у две основне школе које се називају Прва и Друга основна школа, Основна школа ,,Вук Караџић” наставља континуитет рада Прве основне школе.

### Основна школа „Добрила Грубор”
Године 1964. је основана Основна школа „Добрила Грубор” која је добила име по народном хероју Добрили Грубор која је 1941. године отишла у народноослободилачку борбу и истакла се дисциплином и храброшћу, а била је запослена као омладински руководилац батаљона. На садашњој локацији на Уријама 28. новембра 1978. године је постављен камен темељац за изградњу нове Основне школе „Добрила Грубор”. Школске 1979. године, због изградње хотела „Уна” и урушавања темеља старе школе на захтев Општинске комисије, настава се изводи у Основној школи „Браћа Хрнчић”, Радничком универзитету и Средњошколском центру.
Школске 1980—1981. године настава се изводи у новој школи „Добрила Грубор” чија је површина 3705 m² са десет матичних учионица, пет специјализованих, пет кабинета и једном салом за физичко васпитање. Исте године долази до рационализације школских мрежа па су тадашњој организацији удруженог рада ове основне школе прикључене Основна школа „Михајло Ђурић”, Добрљин и Основна школа „Симо Бјелајац”, Блатна. Централној школи припадају и подручне школе у Пољавницама, Равницама и Водичеву.
Школа у Пољавницама је почела са радом у јануару 1959. године, а градили су је људи који су тада живели у селу. Први учитељи у тамошњој школи су били Владо и Роса Јаковљевић. Темељи за нови школски објекат постављени су почетком 2009. године, а објекат је у целости завршен у јуну 2010. Основна школа у Добрљину је основана као приватна за децу тамошњих чиновника. Године 1974. отворена је нова школа у Добрљину „Михајло Ђурић” и 1980. године је припојена садашњој школи. Некада је имала преко 330 ученика, а данас је тај број знатно мањи.

### Основна школа „Вук Караџић”
У новембру 1992. године тадашња Основна школа „Добрила Грубор” мења име у Основну школу „Вук Караџић” носећи име реформатора српског језика и правописа. До тада је Дан школе био 25. мај који је последњи пут обележен 1991. године. На седници школског одбора, 21. октобра 2010. године, је утврђен и уграђен у статут нови Дан школе који се обележава 6. новембра, на дан рођења Вука Стефановића Караџића.
Данас школа садржи 48 одељења, 898 ученика и 96 радника. У централној школи се налази дванаест универзалних учионица, дванаест специјализованих, две школске радионице и једна сала за физичко васпитање. Поред редовне наставе ученици су укључени у разне ваннаставне активности као што су еколошка секција, цвећарска, информатичка, саобраћајна, новинарска, литерарна, драмска, рецитаторска, ликовна, ритмичка, фолклорна, кошаркашка и фудбалска.

## Пројекти
Досадашњи пројекти реализовани у школи су:
- „Родитељ – гост у разреду”: радионице „Од жита до хлеба”, „Правимо кућице за птице”, „Правимо игру – шеталицу Облици и боје”, „Разлог за свађу и начин да се избегне”, „Правимо гласанку – слованку”, „Правимо маске од картона” и „Правимо оквире за слике”[5]
- „Занимања људи у мом крају”[6]
- „Сто дана ђака првака”[7]
- „Еко пролеће”[8]
- „Ја грађанин” 2008—13. године[9] у оквиру којег су ученици седмог разреда, у марту 2008. године, покренули часопис „Вуковци” и освојили два друга места у Републици Српској на такмичењу часописа основних школа у оквиру манифестације „Озренско драговање”.[10]
- „Калеиодоскоп” 2012. године[11]

## Догађаји
Догађаји основне школе „Вук Караџић”:
- Недеља солидарности[12]
- Дечија недеље[13]
- Дан радних акција[8]
- Сајам књига[14]
- Фестивал науке и технике у Бања Луци[13]